# Jim Crawford

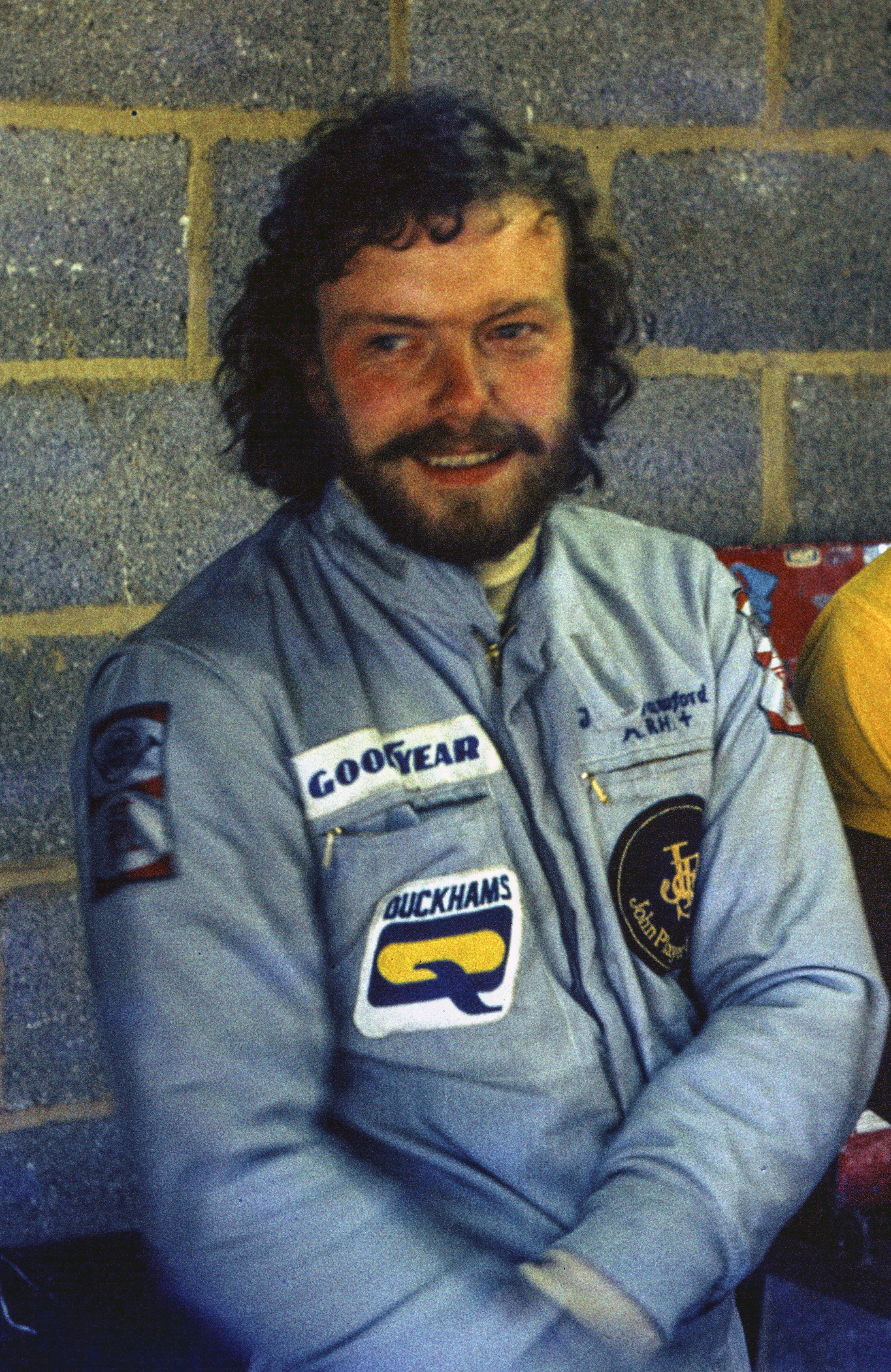
Crawford in 1975

Jim Crawford (Dunfermline, Fife, 13 februari 1948 – Tierra Verde, Florida, VS, 6 augustus 2002) was een Schots Formule 1-coureur. In 1975 reed hij 2 Grands Prix voor het team Lotus.
Crawford overleed na zijn pensioen aan een leveraandoening op 54-jarige leeftijd.